# Querube Makalintal
Querube Makalintal (San Jose, 22 december 1910 - 8 november 2002) was een Filipijnse rechter en de 11e Opperrechter van het Filipijnse hooggerechtshof. 

## Carrière
Makalintal werd op 31 oktober 1973 aangesteld door president Ferdinand Marcos als opvolger van Roberto Concepcion. Voor zijn benoeming tot opperrechter was Makasiar al 11 jaar rechter van het hooggerechtshof. Voordat hij in 1962 door Diosdado Macapagal tot rechter van het hooggerechtshof benoemd werd was Makalintal eerst werkzaam als rechter aan het Hof van beroep en later als president van dat hof. Daarvoor was Makalintal sollicitor general. Na zijn verplichte pensionering als rechter op 65-jarige leeftijd in 1975 werd Makalintal voorzitter van het de Batasang Pambansa (het toenmalige Filipijnse parlement).